# Sauce Montrull
Pour les articles homonymes, voir Sauce (homonymie).
Sauce Montrull est une localité rurale argentine située dans le département de Paraná et dans la province d'Entre Ríos.

## Géographie
Elle est située sur la route nationale 12, qui est sa principale voie de communication la reliant au sud-ouest à la ville de Paraná et au nord-est à Cerrito. Elle est connue pour avoir dans sa juridiction l'hippodrome Paraná, où se déroulent des compétitions nationales. Elle fait partie de l'agglomération du Gran Paraná.
Le ruisseau El Sauce traverse la ville, où se trouvent de nombreuses résidences secondaires des habitants du Paraná.

## Démographie
La population de la localité, c'est-à-dire à l'exclusion de la zone rurale, était de 258 habitants en 1991 et de 425 en 2001. La population de la juridiction du conseil d'administration était de 586 habitants en 2001.

## Histoire
En décembre 2010, la ville disposait d'une place publique.
Le conseil d'administration de Sauce Montrull a été créé par le décret no 2511/1975 MGJE du 27 juin 1975, étant le premier créé dans la province. Le 10 juin 2015, il a été élevé à la première catégorie par le décret no 1690/2015 MGJ. Les limites de compétence du conseil de direction ont été établies par le décret no 686/1985 MGJE du 12 mars 1985, et modifiées par le décret no 3398/1985 MGJE du 4 septembre 1985. Le plan d'urbanisme de la localité a été établi par le décret no 3399/1985 MGJE du 4 septembre 1985, et étendu par le décret no 2703/2010 MGJE du 12 août 2010.